# EHC Neuwied
Le EHC Neuwied est un club professionnel allemand de hockey sur glace basé à Neuwied. Il évolue en Oberliga, le troisième échelon allemand.

## Historique
Le club est créé en 1979.

## Anciens joueurs

### Palmarès
- Vainqueur de la 1. Liga : 1997, 1998.